# Carmine Sessa
Carmine Sessa, noto anche con lo pseudonimo di Carmine Marletta (Brooklyn, 1951), è un mafioso statunitense ed ex consigliere della famiglia Colombo, con base a Brooklyn.
Ha avuto un ruolo di primo piano all'interno dell’organizzazione tra il 1991 e il 1993. In seguito, ha collaborato con la giustizia diventando un collaboratore di giustizia.

## Carriera criminale

### Omicidi
Dopo essere diventato un collaboratore di giustizia, Carmine Sessa ha ammesso di aver ucciso personalmente quattro persone.
Nel settembre 1984, Sessa assassinò Mary Bari, ex fidanzata dell’allora consigliere della famiglia Colombo, Alphonse Persico. Quando Persico si nascose per sfuggire a un’incriminazione, la famiglia decise di eliminare Bari, temendo che fosse a conoscenza del suo rifugio. La donna venne attirata nel locale di Sessa, l’Occasions, con la scusa di un colloquio di lavoro. Una volta arrivata, Sessa le sparò tre colpi alla testa.
Nel maggio 1988, Sessa uccise Anthony Bolino, sospettato di aver derubato alcuni dei suoi spacciatori. Lo colpì con un colpo alla testa ad un angolo di strada a Bayside.
Nel novembre dello stesso anno, Sessa eliminò Vincent Angellino, uno dei capi più importanti della famiglia Colombo. Angellino fu attirato in una casa a Kenilworth, nel New Jersey, dove Sessa gli sparò.
Nel 1989, Sessa ordinò l’uccisione di Anthony Collucio, membro della sua squadra, sospettandolo di voler diventare un informatore.

### Tentato omicidio
Nel 1988, Carmine Sessa tentò di uccidere Dominick Costa su incarico della famiglia criminale Lucchese. Costa era un abile scassinatore di casseforti, membro della Bypass Gang, un gruppo specializzato in rapine a banche guidato dal mafioso Lucchese Anthony Casso a Bensonhurst, Brooklyn. Quando Casso scoprì che Costa collaborava con la polizia come informatore, ordinò la sua eliminazione. Scelse Sessa per il compito, contando sulla sua fama di sicario e sul fatto che Costa non lo conosceva. Sessa sparò a Costa cinque volte nel suo appartamento, ma la vittima sopravvisse e in seguito testimoniò contro la famiglia Lucchese.

## La guerra dei Colombo
Nel 1991, una rivalità interna alla famiglia Colombo sfociò in una vera e propria guerra. Il boss detenuto, Carmine Persico, aveva pianificato di nominare suo figlio, Alphonse "Little Allie Boy" Persico, come capo ad interim una volta rilasciato dal carcere. Nel 1990, tre anni dopo essere stato ufficialmente affiliato alla famiglia Colombo, Persico aveva scelto Carmine Sessa come suo consigliere, assegnandogli un ruolo chiave nella leadership del clan.
Nel 1988, Persico aveva già nominato Victor Orena, ex capodecina della squadra di Little Allie Boy, come boss ad interim, in attesa della liberazione del figlio. Ma entro il 1991, Orena cominciò a ritenere di meritare il titolo di boss a pieno diritto. Ordinò quindi a Sessa di sondare i capi della famiglia per capire chi sostenessero, se lui o Carmine Persico. Sessa, invece di eseguire l’ordine, riferì tutto a Persico. A quel punto, Persico ordinò a Sessa di eliminare Orena.
Il 20 giugno 1991, Sessa, insieme a Robert Zambardi, John Pate e Hank Smurra, si recò alla casa di Orena a Long Island, New York, per tendergli un'imboscata e ucciderlo. Tuttavia, Orena si accorse della trappola appena arrivato e riuscì a fuggire illeso. Questo fallito attentato diede inizio a una guerra interna durata due anni tra le fazioni dei Persico e degli Orena. Il 29 novembre 1991, anche il nipote di Sessa, Larry Sessa, rischiò la vita durante un’aggressione: fu inseguito per strada da uomini armati e incappucciati, ma riuscì a salvarsi saltando nell’auto di un amico. Alla fine del conflitto, che si concluse con la sconfitta di Orena, il bilancio fu di 12 morti su 24 bersagli designati.
L'8 aprile 1993, Sessa e altri affiliati dei Colombo furono arrestati mentre partecipavano a un incontro segreto nei pressi della Cattedrale di San Patrizio a Manhattan. Sessa era latitante da nove mesi e venne incriminato per associazione a delinquere e cospirazione per omicidio ai sensi della legge RICO.

## Collaboratore di giustizia
Poco dopo la sua incriminazione nel 1993, Carmine Sessa, su insistenza della moglie, decise di dichiararsi colpevole di quattro omicidi e accettò di collaborare con le autorità diventando collaboratore di giustizia. Nel corso degli anni successivi, Sessa testimoniò in otto processi contro la mafia, contribuendo a incriminare numerosi membri delle organizzazioni criminali.
Nell’estate del 1997, Sessa ottenne la libertà su cauzione. Tuttavia, nel dicembre dello stesso anno, venne nuovamente arrestato con accuse di possesso illegale di armi da parte di un pregiudicato, violenza domestica nei confronti della moglie e furto di armi appartenenti al figlio.
Nel 2000, fu condannato ad un periodo di tempo detentivo pari a quanto già scontato per i quattro omicidi confessati. Davanti al giudice Jack Weinstein, Sessa dichiarò:
Odio tutto della vita che ho condotto, e spero che finisca presto, perché continua a distruggere famiglie e ragazzi che ne sono affascinati e non vedono l’ora di diventare dei 'bravi ragazzi'. Vorrei poter dire loro cosa significa davvero.
Nell’ottobre 2007, Sessa tornò a testimoniare durante il processo per corruzione contro l’ex agente dell’FBI Lindley DeVecchio, responsabile della gestione dell’informatore Gregory Scarpa. Tuttavia, le accuse contro DeVecchio furono archiviate dopo che si scoprì che la principale testimone dell’accusa, Linda Schiro, compagna di Scarpa, aveva rilasciato un'intervista negando il coinvolgimento di Scarpa negli omicidi.